# Roberto Traven
Roberto "Spider" Traven (Rio de Janeiro, 16 de setembro de 1968) é um artista marcial misto brasileiro e praticante de jiu-jítsu brasileiro (BJJ) detentor da coral belt. Ele é ex-campeão absoluto do ADCC, campeão mundial da IBJJF e veterano do UFC. Traven é amplamente considerado uma das figuras mais influentes da comunidade global do BJJ, conhecido tanto por suas conquistas competitivas quanto por seu legado como treinador.

## Primeiros anos e carreira no jiu-jítsu brasileiro
Traven nasceu no Rio de Janeiro, Brasil, e começou a treinar jiu-jítsu brasileiro aos 16 anos sob a tutela de Romero "Jacaré" Cavalcanti, fundador da Alliance Jiu-Jitsu. Ele conquistou a faixa-preta em apenas quatro anos, treinando ao lado de futuras lendas como Fábio Gurgel, Léo Vieira, e Eduardo "Jamelão" da Conceição. Seu talento natural e dedicação o levaram a treinar três vezes ao dia, o que lhe permitiu ascender rapidamente nas graduações. Ele foi promovido à coral belt (7º grau) em 10 de julho de 2021. Existem apenas cerca de 50 a 60 faixas-coral de BJJ vivos no mundo.

## Principais conquistas
- 1º lugar – Campeonato Brasileiro – 1995[7]
- 1º lugar – Campeonato Brasileiro por Equipes – 1995[7][2]
- 1º lugar – Campeonato Brasileiro por Equipes – 1996[7][2]
- 1º lugar – AFC Russia Ultimate Fighting – 1997[7]
- 1º lugar – Campeonato Mundial de Jiu-Jitsu – 1998[8]
- 1º lugar – categoria absoluta no ADCC Submission Wrestling World Championship – 1999[2][7]
- 1º lugar – Campeonato Brasileiro por Equipes – 1999[7][2]
- 1º lugar – Campeonato Mundial de Jiu-Jitsu – 1999[9]
- 1º lugar – Rings Japan – 2000[7]
- 2º lugar – Super luta no ADCC Submission Wrestling World Championship – 2000[7]
- 2º lugar – Campeonato Mundial Master – 2002[7]
- 1º lugar – Copa do Mundo Master superpesado – 2002[7]
- 1º lugar – Copa do Mundo Master absoluto – 2002[7]
- 1º lugar – Copa do Mundo Master pesado – 2003[7]
- 1º lugar – Pan-Americano (Senior I, absoluto e superpesado) – 2006[7][2]
- 1º lugar – Pan-Americano (Senior II, pesado) – 2010[7]
- 3º lugar – ADCC Trials New Jersey (Adulto) – 2011[7]
- 1º lugar – Campeonato Mundial Master de Jiu-Jitsu (Master IV, pesado) – 2014[10]
- 1º lugar – Pan-Americano (Master IV, absoluto e superpesado) – 2015[11]
- 1º lugar – Campeonato Mundial Master de Jiu-Jitsu (Master IV, pesado) – 2016[12]
- 1º lugar – Campeonato Mundial Sem Kimono da IBJJF – 2024[13]

## Carreira no MMA
Traven fez sua estreia no MMA no UFC 11 em 1996, derrotando Dave Berry por TKO. Mais tarde enfrentou Frank Mir no UFC 34, perdendo por armbar no primeiro round. Seu cartel profissional no MMA é de 6 vitórias, 4 derrotas e 1 empate, com vitórias em eventos como UFC, Rings e IAFC.
Faixas-pretas notáveis associados a Roberto Traven
- Muzio de Angelis[15] – Um dos primeiros alunos de Traven e posteriormente seu sócio no Brasil.
- Jared Dopp[16] – Competidor de alto nível e veterano do ADCC, conhecido por ter treinado sob Traven em diversos períodos.
- Raphael Assunção[17] – Veterano do UFC e faixa-preta de jiu-jitsu sob Traven.
- Jeff Joslin[18] – Faixa-preta canadense de BJJ e lutador de MMA, treinado por Traven.
- Carlos David Oliveira – Faixa-preta de 5º grau em jiu-jitsu brasileiro, formado por Roberto Traven.
- Anna Salome – Primeira faixa-preta feminina de Roberto Traven, promovida em 9 de setembro de 2017.

Muitos dos faixas-pretas de Traven são instrutores em unidades da Team Octopus ou academias afiliadas espalhadas pelos Estados Unidos, especialmente no Sudeste.

## Cartel no MMA
| Cartel no MMA   |            |            |
| 11 lutas        | 6 vitórias | 4 derrotas |
| Por nocaute     | 2          | 2          |
| Por finalização | 2          | 1          |
| Por decisão     | 2          | 1          |
| Empates         | 1          | 1          |

| Res.    | Cartel | Oponente            | Método                                    | Evento                            | Data                   | Round | Tempo | Local                               | Notas                         |
| ------- | ------ | ------------------- | ----------------------------------------- | --------------------------------- | ---------------------- | ----- | ----- | ----------------------------------- | ----------------------------- |
| Derrota | 6–4–1  | John Salter         | Nocaute (socos)                           | Adrenaline MMA 3                  | 2009 de junho de 13    | 1     | 2:15  | Birmingham, Alabama, Estados Unidos |                               |
| Empate  | 6–3–1  | Yukiya Naito        | Empate                                    | Warriors Realm 3                  | 2005 de março de 15    | 3     | 5:00  | Brisbane, Austrália                 |                               |
| Derrota | 6–3    | Elvis Sinosic       | Nocaute (soco)                            | Warriors Realm 1                  | 2004 de setembro de 3  | 2     | 0:35  | Queensland, Austrália               |                               |
| Derrota | 6–2    | Frank Mir           | Finalização (chave de braço)              | UFC 34                            | 2001 de novembro de 2  | 1     | 1:05  | Las Vegas, Nevada, Estados Unidos   |                               |
| Derrota | 6–1    | Dave Menne          | Decisão (unânime)                         | Rings: King of Kings 2000 Block A | 2000 de outubro de 9   | 3     | 5:00  | Tóquio, Japão                       |                               |
| Vitória | 6–0    | Mikhail Borissov    | Decisão (unânime)                         | Rings: King of Kings 2000 Block A | 2000 de outubro de 9   | 2     | 5:00  | Tóquio, Japão                       |                               |
| Vitória | 5–0    | Gueorguiev Tzvetkov | Decisão (majoritária)                     | Rings: Millennium Combine 2       | 2000 de junho de 15    | 2     | 5:00  | Tóquio, Japão                       |                               |
| Vitória | 4–0    | Maxim Tarasov       | Finalização (mata-leão)                   | Absolute Fighting Championship 2  | 1997 de abril de 30    | 1     | 2:47  | Moscou, Rússia                      | Venceu o torneio IAFC 2 Dia 1 |
| Vitória | 3–0    | Leonid Efremov      | Nocaute técnico (desistência após socos)  | Absolute Fighting Championship 2  | 1997 de abril de 30    | 1     | 2:54  | Moscou, Rússia                      |                               |
| Vitória | 2–0    | Artyom Vilgulevsky  | Finalização (mata-leão)                   | Absolute Fighting Championship 2  | 1997 de abril de 30    | 1     | 2:28  | Moscou, Rússia                      |                               |
| Vitória | 1–0    | Dave Berry          | Nocaute técnico (desistência após golpes) | UFC 11                            | 1996 de setembro de 20 | 1     | 1:23  | Augusta, Geórgia, Estados Unidos    |                               |

## Cartel no grappling
| Resultado | Oponente           | Método                  | Evento                                                                    | Quimono/Sem quimono | Data | Notas                      |
| --------- | ------------------ | ----------------------- | ------------------------------------------------------------------------- | ------------------- | ---- | -------------------------- |
| Derrota   | Jefferson Moura    | Finalização (triângulo) | Campeonato Mundial de Jiu-Jitsu – divisão -94 kg, semifinal               | Com quimono         | 2003 | [ 20 ]                     |
| Vitória   | Charles Faria      | Pontos                  | Campeonato Mundial de Jiu-Jitsu – divisão -94 kg, primeira luta           | Com quimono         | 2003 | [ 20 ]                     |
| Derrota   | Tom Erickson       | N/A                     | ADCC Submission Wrestling World Championship – +99 kg, primeira luta      | Sem quimono         | 2001 | [ 21 ]                     |
| Derrota   | Mario Cruz         | Pontos                  | ADCC Submission Wrestling World Championship – Absoluto, primeira luta    | Sem quimono         | 2001 | [ 21 ]                     |
| Derrota   | Mario Sperry       | Pontos                  | ADCC Submission Wrestling World Championship – Superluta                  | Sem quimono         | 2000 | Prata na Superluta do ADCC |
| Vitória   | Hayato Sakurai     | Pontos (2–0)            | ADCC Submission Wrestling World Championship – Absoluto, final            | Sem quimono         | 1999 | Ouro no Absoluto           |
| Vitória   | Garth Taylor       | Pontos (5–0)            | ADCC Submission Wrestling World Championship – Absoluto, semifinal        | Sem quimono         | 1999 | [ 23 ]                     |
| Vitória   | Luis Roberto       | Pontos (6–0)            | ADCC Submission Wrestling World Championship – Absoluto, quartas de final | Sem quimono         | 1999 | [ 23 ]                     |
| Vitória   | Fabiano Capoane    | Pontos (2–0)            | ADCC Submission Wrestling World Championship – Absoluto, primeira luta    | Sem quimono         | 1999 | [ 23 ]                     |
| Derrota   | Jeff Monson        | Pontos (0–3)            | ADCC Submission Wrestling World Championship – +99 kg, semifinal          | Sem quimono         | 1999 | [ 23 ]                     |
| Vitória   | Jurie Rachel       | Finalização             | ADCC Submission Wrestling World Championship – +99 kg, primeira luta      | Sem quimono         | 1999 | [ 23 ]                     |
| Vitória   | Andre Marques      | N/A                     | Campeonato Mundial de Jiu-Jitsu – divisão +100 kg, semifinal/final        | Com quimono         | 1999 | Conquistou o segundo ouro  |
| Vitória   | Minotauro Nogueira | Pontos                  | Campeonato Mundial de Jiu-Jitsu – divisão +100 kg, quartas de final       | Com quimono         | 1999 | [ 20 ]                     |
| Vitória   | John Machado       | Pontos (10–0)           | Campeonato Mundial de Jiu-Jitsu – divisão +100 kg, final                  | Com quimono         | 1998 | Conquistou o primeiro ouro |
| Vitória   | Otavio Duarte      | Penalidade              | Campeonato Mundial de Jiu-Jitsu – divisão +100 kg, semifinal              | Com quimono         | 1998 | [ 20 ]                     |
| Vitória   | Roberto Godoi      | N/A                     | Campeonato Mundial de Jiu-Jitsu – divisão +100 kg, quartas de final       | Com quimono         | 1998 | [ 20 ]                     |